# Медаль Гершеля
Медаль Гершеля (англ. Herschel Medal) — нагорода Британського Королівського астрономічного товариства, яку присуджують за видатні дослідження в галузі спостережної астрофізики. Названа на честь видатного англійського астронома, першого президента Королівського астрономічного товариства В.Гершеля.

## Нагороджені медаллю Гершеля
- 1974 Джон Вільд
- 1977 Арно Пензіас і Роберт Вільсон
- 1980 Жерар де Вокулер
- 1983 Вільям Вілсон Морган
- 1986 А. Боггесс і Р. Вільсон
- 1989 Джоселін Белл Бернелл
- 1992 Ендрю Лайн
- 1995 Ісаак Джордж
- 1998 Геральд Негебауер
- 2001 П. Таддеус
- 2004 К. Хорн
- 2006 Говинд Сваруп
- 2008 М.Петтіні
- 2010 Джеймс Хаф
- 2012 Майк Ірвін
- 2013 Майкл Креймер
- 2014 Райнгард Ґенцель
- 2015 Стівен Ілес
- 2016  Джеймс Данлоп [en]
- 2017  Саймон Ліллі [en]
- 2018 Том Марш
- 2019 Ніелі Танвір
- 2020 Роб Фендер (Rob Fender)
- 2021 Стівен Смартт
- 2022 Кетрін Гейманс[en]

## Інтернет-ресурси
- Royal Astronomical Society [Архівовано 11 червня 2020 у Wayback Machine.]